# نسبة البروز
نسبة البروز هي رقم يتم حسابه لوصف درجة انحدار نهر أو جدول مائي.
من الممكن حساب نسبة البروز بإيجاد الفرق في الارتفاع بين منبع النهر ومقرنه أو دلتاه وقسمة ذلك الناتج على إجمالي طول النهر أو الجدول المائي. وهو ما ينتج عنه تراجع متوسط الارتفاع لكل وحدة طول نهر.